# Kayentatherium
Kayentatherium wellesi
Genre
Espèce
Synonymes
Nearctylodon broomi Lewis, 1986
Kayentatherium est un genre éteint de cynodontes tritylodontidés ayant vécu au Jurassique inférieur. C'est l'un des deux tritylodontes de la Formation de Kayenta, dans le nord de l'Arizona, aux États-Unis.
Kayentatherium signifie « bête de Kayenta » et doit son nom à la formation géologique où il a été découvert, la Formation de Kayenta. Kayentatherium est connu grâce à plusieurs spécimens,. Son nom spécifique rend hommage au paléontologue Samuel Welles, qui a collaboré avec le Musée de paléontologie de l'Université de Californie à une grande partie des travaux pionniers sur la paléontologie de la Formation de Kayenta.

## Histoire
Le premier matériel de tritylodontidés découvert dans la Formation de Kayenta a été collecté par des membres de l'Institut d'études géologiques des États-Unis en 1953. D'autres matériels ont été collectés en 1977 et 1982 par une équipe dirigée par Farish Jenkins. Dinnebitodon amarali et Nearctylodon broomi ont également été découverts dans les mêmes roches, mais ce dernier a été ultérieurement considéré comme un spécimen juvénile de Kayentatherium et a donc été synonymisé.

## Description

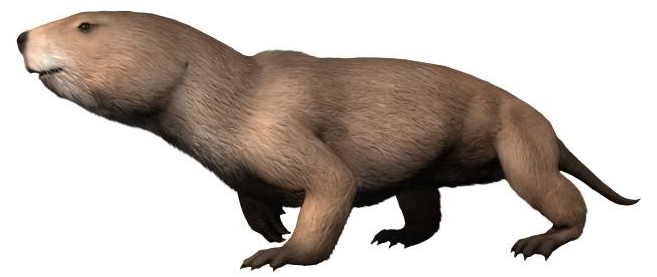
Vue d'artiste de K. wellesi

Il mesurait environ un mètre de long et son crâne mesurait plus de 20 centimètres. C'était un animal robuste et trapu, doté d'une grosse tête et d'une colonne vertébrale robuste. Certains chercheurs pensent qu'il était peut-être semi-aquatique, avec des adaptations autrefois considérées comme des habitudes de fouille, désormais interprétées comme une spécialisation vers la nage à l'aide de ses membres. Un léger aplatissement et un évasement des vertèbres caudales suggèrent également des spécialisations pour une écologie semi-aquatique. Si tel était le cas, il s'agirait de l'un des premiers exemples de spécialisation semi-aquatique chez les mammaliamorphes dans les archives fossiles de mammifères.

## Reproduction
Une découverte en 2000 de Kayentatherium wellesi dans la formation de Kayenta, en Arizona, a été examinée par microtomographie et a révélé un adulte comportant au moins 38 périnates, un nombre considérablement plus élevé que celui de toute portée de mammifères vivants. La taille du groupe suggère une couvée d'œufs. Les périnates avaient des proportions crâniennes similaires à celles des adultes, avec des dents bien développées, et étaient peut-être capables de se débrouiller seuls à la naissance. Une étude allométrique montre que les tritylodontidés avaient un cerveau proportionnellement plus petit à ce stade que les périnates de mammifères, ce qui étaye l'hypothèse selon laquelle l'évolution vers un cerveau plus grand chez les premiers mammifères était associée à des changements dans la stratégie de reproduction, visant à investir davantage d'énergie parentale dans un nombre plus restreint de descendants.

## Voir Aussi
- Dinnebitodon
- Oligokyphus
- Tritylodontidae